# Phan Huy Lê
Phan Huy Lê (23 tháng 2 năm 1934 – 23 tháng 6 năm 2018) là Giáo sư, Nhà giáo Nhân dân và một trong những chuyên gia về lịch sử Việt Nam, Chủ tịch Hội Khoa học Lịch sử Việt Nam từ Khóa II đến khóa VI (1990 – 2015), Giải thưởng Hồ Chí Minh về Khoa học năm 2016. Ông là một trong "tứ trụ" của nền sử học Việt Nam (Lâm, Lê, Tấn, Vượng).

## Tiểu sử và quá trình công tác
Ông sinh ngày 23 tháng 2 năm 1934 tại xã Thạch Châu, huyện Lộc Hà, tỉnh Hà Tĩnh. Ông là thành viên của dòng họ Phan Huy Lộc Hà. Thân sinh là Phan Huy Tùng (1878–1939, đỗ Hội nguyên và Tam giáp đồng Tiến sĩ khoa Quý Sửu –1913), Lang trung Bộ Hình triều Nguyễn, anh cả là cựu Thủ tướng Việt Nam Cộng hòa Phan Huy Quát. Mẹ ông là bà Cao Thị Thâm, con gái thứ 6 của ông Cao Xuân Tiếu, người dòng họ Cao Xuân giàu truyền thống khoa bảng với các danh nhân như Cao Xuân Dục, Cao Xuân Tiếu, Cao Xuân Huy. Một "chi phái Phan Huy" năm 1787 đã ra ở làng Thụy Khuê xã Sài Sơn huyện Quốc Oai, Hà Nội, với các danh nhân như Thượng thư, nhà ngoại giao Phan Huy Ích, nhà bác học Phan Huy Chú, Thượng thư – nhà văn hóa Phan Huy Vịnh.
Năm 1952, ông học Dự bị Đại học ở Thanh Hóa. Năm 1956, ông tốt nghiệp cử nhân Sử – Địa trường Đại học sư phạm Hà Nội, sau đó ông được nhận chức danh Trợ lý giảng dạy Bộ môn Lịch sử Việt Nam cổ trung đại, Khoa Lịch sử trường Đại học Tổng hợp Hà Nội.
Năm 1958, ông là chủ nhiệm Bộ môn Lịch sử Việt Nam cổ trung đại khi mới 24 tuổi. Năm 1988 đến nay, ông đảm nhiệm vị trí Chủ tịch hội Sử học Việt Nam. Năm 1988, ông sáng lập Trung tâm Trung tâm hợp tác nghiên cứu Việt Nam (thuộc Trường ĐH Tổng hợp Hà Nội), tiền thân của Trung tâm Nghiên cứu Việt Nam và Giao lưu văn hóa, sau này là Viện Việt Nam học và Khoa học phát triển. Năm 1995, ông sáng lập Khoa Đông phương học, Trường Đại học Khoa học Xã hội và Nhân văn, Đại học Quốc gia Hà Nội. Từ 2004-2009, ông giữ chức Chủ tịch Hội đồng Khoa học và Đào tạo cho Trung tâm Nghiên cứu Việt Nam và Giao lưu văn hóa đã phát triển thành Viện Việt Nam học và Khoa học phát triển.
Giáo sư Phan Huy Lê qua đời vào lúc 13 giờ 6 phút ngày 23 tháng 6 năm 2018 tại Bệnh viện Bạch Mai, Hà Nội, hưởng thọ 84 tuổi.

## Phong tặng

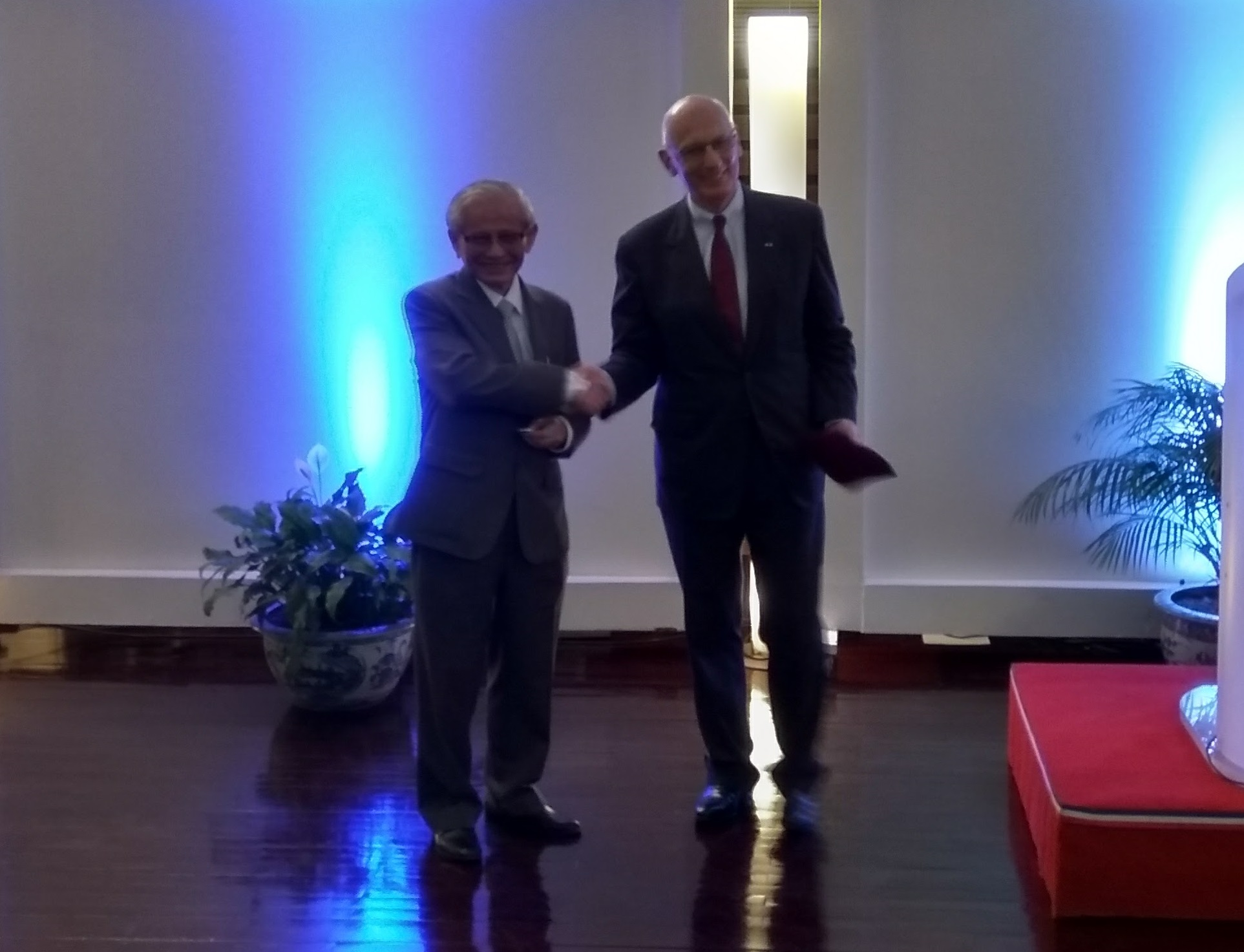
Giáo sư Phan Huy Lê (trái) ngày 20 tháng 3 năm 2017 tại Đại sứ quán Pháp tại Việt Nam.

- Ông được Nhà nước phong hàm giáo sư đợt đầu tiên (năm 1980) (nhưng không phải là lần phong hàm giáo sư theo Quyết định 162/CP do Thủ tướng Phạm Văn Đồng ký ngày 11 tháng 9 năm 1956 về việc phong hàm giáo sư cho 29 nhà giáo, nhà khoa học tiêu biểu); danh hiệu Nhà giáo Nhân dân (năm 1994); Giải thưởng Nhà nước (năm 2000).
- Ông là người Việt Nam đầu tiên được Nhật Bản trao tặng Giải thưởng quốc tế văn hóa châu Á Fukuoka (năm 1996)[11].
- Năm 2002, ông được Chính phủ Pháp trao tặng Huân chương Cành cọ Hàn lâm[12].
- Năm 2011, ông được Báo Thể thao Văn hóa trao tặng giải thưởng "Bùi Xuân Phái – Vì tình yêu Hà Nội"[13].
- Tháng 5/2011, ông được bầu làm viện sĩ thông tấn nước ngoài (Correspondant étranger[14]) của Viện Hàn lâm Văn khắc và Mỹ văn Pháp[15][16].
- Năm 2014, ông được nhận Giải thưởng danh dự Pháp ngữ năm 2014  (Prix d'honneur de la Francophonie 2014) do nhóm các Đại sứ quán, phái đoàn và tổ chức Pháp ngữ tại Hà Nội (GADIF) trao tặng[17]. Năm 2016, ông được Viện Viễn Đông Bác cổ (Pháp) trao bằng Tiến sĩ danh dự[18].
- Năm 2016, ông được trao tặng Giải thưởng Hồ Chí Minh về khoa học cho công trình Lịch sử và Văn hóa Việt Nam – Tiếp cận bộ phận.
- Năm 2017, ông được Viện Văn khắc và Mỹ văn Cộng hòa Pháp trao Huy chương vì sự nghiệp nghiên cứu khoa học xã hội và những đóng góp cho công cuộc bảo tồn di sản lịch sử và văn hóa của Việt Nam.[19]
- Năm 2017, Đại sứ quán Nhật Bản truy tặng Bằng khen của Bộ trưởng Bộ ngoại giao Nhật Bản cho GS. Phan Huy Lê vì Giáo sư Phan Huy Lê vì những đóng góp to lớn của ông cho sự phát triển của quan hệ hữu nghị, tin cậy lẫn nhau giữa Nhật Bản và Việt Nam[20].

## Tác phẩm
- Lịch sử chế độ phong kiến Việt Nam. Tập II, Nhà xuất bản Giáo dục, 1960; tái bản 1962.
- Tìm hiểu thêm về phong trào nông dân Tây Sơn. Nhà xuất bản Giáo dục, 1961.
- Lịch sử chế độ phong kiến Việt Nam (chủ biên). Tập III. Nhà xuất bản Giáo dục, 1960; tái bản 1965.
- Nguyễn Trãi, Quân trung từ mệnh tập (Chú thích về lịch sử và địa lý). Sử học, 1961.
- Khởi nghĩa Lam Sơn và phong trào đấu tranh giải phóng đất nước vào đầu thế kỉ XV (viết chung). Nhà xuất bản Khoa học Xã hội,1965, tái bản: 1969.
- Nguyễn Trãi toàn tập (Chú thích, bổ sung và sắp xếp lại phần"Quân trung từ mệnh tập và chiếu biểu triều Lê"). Nhà xuất bản Khoa học Xã hội, 1976.
- Một số trận quyết chiến chiến lược trong lịch sử dân tộc (viết chung). Nhà xuất bản Quân đội nhân dân, 1976.
- Khởi nghĩa Lam Sơn (In lần thứ ba, có bổ sung và sửa chữa) (viết chung). Nhà xuất bản Khoa học Xã hội, 1977.
- Lịch sử Việt Nam (14-6-1958), Tập 2 (Giáo trình Lịch sử Việt Nam), Đại học Tổng hợp Tp. Hồ Chí Minh, 1978.
- Nguyễn Trãi (1380 – 1442) (viết chung). 1980.
- L'itinéraire d'un historien britanique (viết chung). Le courier du Vietnam 1/1982.
- Lịch sử Việt Nam, Tập I (viết chung). Đại học và Trung học chuyên nghiệp, 1983; tái bản: 1985 và 1991.
- Nghệ Tĩnh hôm qua và hôm nay (chủ biên). Nhà xuất bản Sự thật, 1985.
- Chiến thắng Bạch Đằng năm 938 và 1288 (viết chung). Nhà xuất bản Quân đội nhân dân, 1988.
- Văn hoá Việt Nam tổng hợp: những bước đi của lịch sử Đại thắng Thăng Long xuân Kỉ Dậu (1789) (viết chung). VHVN, 1989.
- Phan Huy Chú: Hải Trình chí lược / Récit sommaire d'un voyage en mer (1933) (do Phan Huy Lê, Claudine Salmon & Tạ Trọng Hiệp dịch và giới thiệu). Cahier d'Archipel 25, Paris, 1994.
- Địa bạ Hà Đông (Chủ trì). Trung tâm Hợp tác Nghiên cứu Việt Nam xuất bản, 1995.
- Thăng Long – Hà Nội (viết chung). Nhà xuất bản Chính trị Quốc gia, 1995.
- Gia tộc và gia phổ Việt Nam (tiếng Nhật) do S. Tsuboi biên tập, Nhật Bản, 1995.[21]
- Lịch sử và Văn hóa Việt Nam, Tiếp cận bộ phận (2012)
- Vùng đất Nam bộ - quá trình hình thành và phát triển, tác phẩm được tặng giải A giải thưởng sách quốc gia năm 2019.[22]